# John Bright (Jurist)
John Bright (* 23. Mai 1884 in Middletown, New York; † 24. März 1948 ebenda) war ein US-amerikanischer Jurist. Nach seiner Berufung durch Präsident Franklin D. Roosevelt fungierte er von 1941 bis zu seinem Tod im Jahr 1948 als Bundesrichter am Bundesbezirksgericht für den südlichen Distrikt von New York.

## Werdegang
Nach seinem Schulabschluss studierte John Bright bis 1906 Rechtswissenschaft. Er praktizierte danach bis 1941 als Rechtsanwalt in Middletown. Dort war er von 1910 bis 1917 außerdem als Unternehmensjurist tätig. Im Jahr 1914 fungierte er als Direktor der Orange County Trust Company.
Am 25. April wurde Bright durch Präsident Roosevelt zum Richter am United States District Court for the Southern District of New York ernannt; der entsprechende Sitz war zuvor neu eingerichtet worden. Nach der Bestätigung durch den Senat der Vereinigten Staaten am 3. Juni desselben Jahres konnte er sein Amt drei Tage darauf antreten. Er starb am 24. März 1948 in seiner Heimatstadt Middletown und wurde auf dem dortigen Hillside Cemetery beigesetzt. Sein Sitz fiel an Samuel H. Kaufman.